# ラフ・アンド・ピース
『ラフ・アンド・ピース』（ラフ・アンド・ピース）は、高橋愛・田中れいな・夏焼雅の1枚目のスタジオ・アルバム。2022年4月27日にアップフロントワークス（zetimaレーベル）より発売。

## 背景
- 2021年8月6日、高橋愛・田中れいな・夏焼雅によるユニット『たいやき たべたの なんで?』のアルバムを2021年内に発売することをM-line clubのYouTube番組『M-line Music』内にて発表[3]。アルバムタイトルと具体的な発売日については、12月17日に同番組内で発表した[4]。当初は3月16日発売予定だったが、制作上の都合により発売日を4月27日に延期したことを2月4日に発表した[5]。

## 収録曲
| #  | タイトル                              | 作詞                  | 作曲       | 編曲       | 時間 |
| -- | ------------------------------------- | --------------------- | ---------- | ---------- | ---- |
| 1. | 「わさびじゃないのよ鰹は」            | あべこうじ            | 柿澤秀吉   | 柿澤秀吉   | 3:22 |
| 2. | 「愛のドンデン返し」                  | もりちよこ            | 星部ショウ | 小西貴雄   | 3:22 |
| 3. | 「誤爆〜We Can't Go Back〜」          | 星部ショウ            | 星部ショウ | AKIRA      | 4:00 |
| 4. | 「ペーパーセーブ」                    | あべこうじ            | 柿澤秀吉   | 柿澤秀吉   | 2:53 |
| 5. | 「およげ!たいやきくん」               | 高田ひろお            | 佐瀬寿一   | 鈴木俊介   | 3:43 |
| 6. | 「ケッコン!～残りものには福がある～」 | もりちよこ/星部ショウ | 星部ショウ | 星部ショウ | 3:57 |
| 7. | 「うどん!うどどん!うどどどどーん!」   | 桑原永江              | 渡部チェル | 渡部チェル | 4:04 |
| 8. | 「十人十色三者三様」                  | あべこうじ            | 星部ショウ | 宮永治郎   | 4:31 |

| #  | タイトル                                         | 作詞 | 作曲・編曲 |
| -- | ------------------------------------------------ | ---- | ---------- |
| 1. | 「わさびじゃないのよ鰹は」(Music Video)          |      |            |
| 2. | 「愛のドンデン返し」(Music Video)                |      |            |
| 3. | 「誤爆～We Can't Go Back～」(Music Video)        |      |            |
| 4. | 「およげ!たいやきくん」(Music Video)             |      |            |
| 5. | 「うどん!うどどん!うどどどどーん!」(Music Video) |      |            |
| 6. | 「メイキング映像」                               |      |            |

## タイアップ
- わさびじゃないのよ鰹は - TBS系「ひるおび!」2022年4月度エンディングテーマ[6]、およびTBSテレビ（関東ローカル）「ふるさとの未来」2022年5月度（第100回 - 第103回）エンディングテーマ